# The Things You Said
The Things You Said es una canción del grupo inglés de música electrónica Depeche Mode compuesta por Martin Gore, publicada en el álbum Music for the Masses de 1987.

## Descripción
Es una de las funciones de sonido más dramático y pesaroso, por lo menos para aquel momento artístico del grupo, con un planteamiento lírico sobre decepción y desencanto en una relación de pareja, y una musicalización trágica y triste cantada por el propio Martin Gore.
Lo más llamativo es la musicalización con la cual DM concretaba arreglos más ambientales tras de haber iniciado nítidamente en temas previos como My Secret Garden y Blasphemous Rumours, consiguiendo en éste algo de lo más dramático sin caer en lo francamente melancólico o lúgubre como pasara con aquellos.
En un álbum supuestamente más accesible y comercial como lo fuera Music for the Masses, la canción resultaba más áspera pero sobre todo triste al tratar sobre las insatisfacciones en una relación de pareja, los secretos, los sentimientos defraudados y sobre todo las habladurías, aunque en específico es más una diatriba acerca de la traición de la confianza, con lo cual se presentaba una letra mucho más ensimismada y poco complaciente a diferencia de otras de la colección.
La musicalización está realizada solo electrónicamente con un peculiar efecto de percusión apagada acompañado de una base fantasmal que simula voces femeninas, poco después capitalizado en el éxito Enjoy the Silence de 1990, lo cual le brinda una cualidad casi minimalista llegando a lo onírico pero sobre todo con un sentido muy trágico como lo es su mismo planteamiento lírico, aunque el tema está más sentado sobre la letra que sobre la música, la cual no deja de ser sobre todo ambiental salvo por unas notas del siempre característico teclado de Alan Wilder en los puentes.
Contrario a un sentido intimista, la canción está más bien dirigida a las decepciones que produce el comportamiento honesto, un sentido un tanto paradójico que puede entenderse como un consejo para no revelar siempre todo en pos de conservar la intimidad personal o de una relación de pareja.
La voz de Martin Gore al acabar las estrofas suena en dos planos, como reflejando los pensamientos o una rápida reflexión sobre la temática, diciendo sobre las debilidades “Nunca traté de ocultártelas; nunca las negué”, “Nunca traté de ocultártelas; tú las juzgaste” y “Nunca traté de ocultártelas; pensé que te gustaban”, un sentido muy trágico.
Con tal conjunto de elementos es uno de los temas más dramáticos de DM.

## En directo
La canción estuvo presente solo en el correspondiente Tour for the Masses, aunque como tema opcional pues se intercambiaba con It Doesn't Matter de 1984, el cual curiosamente es por completo opuesto en su planteamiento lírico. Treinta años después volvió a interpretarse en la penúltima parte del Global Spirit Tour, durante su paso por los Estados Unidos y en fechas por Europa.
En escenarios, solo la segunda voz se realizaba por el propio Alan Wilder, y posteriormente por Peter Gordeno, lo curioso es que las voces del estribillo se intercambiaron entre Martin Gore y Gordeno a como se hacía originalmente con Wilder.
- Datos: Q6145331